# Союз чешских и словацких зоопарков
Союз чешских и словацких зоопарков (чешск. Unie českých a slovenských zoologických zahrad, словацк. Únia českých a slovenských zoologických záhrad, сокращённо UCSZOO, ранее UCSZ) - организация, объединяющая 16 чешских и 4 словацких зоологических парков. Её целью является развитие взаимного сотрудничества зоопарков обеих стран, обеспечение для них доступа к зарубежному опыту и международным контактам, сотрудничество с общественностью и предпринимателями. Союз имеет собственную премию, которая носит название Белый слон и вручается за лучшие разведение и содержание животных. Также оценивается самое лучшее здание, построенное на территории зоопарков.
Союз был создан в 1990 году в Братиславе на территории бывшей Чехословакии. С 2014 года по май 2016 года президентом Союза являлся Мирослав Бобек, директор Пражского зоопарка.. С июля 2016 года руководителем Союза является директор Кошицкого зоопарка Словакии - Эрих Кочнер.

## Членство в международных организациях
Союз чешских и словацких зоопарков является членом мировых и международных организаций, занимающихся разведением и охраной животных, а именно:
- Международного союза охраны природы – МСОП
- Всемирной ассоциации зоопарков и аквариумов – WAZA
- Союз является ассоциированным членом Европейской ассоциации зоопарков и аквариумов – EAZA (большинство зоопарков-членов Союза является также членами EAZA).

## Внешние ссылки
- Сайт Союза чешских и словацких зоопарков
- Сайт зоопарка в городе Бойнице (Словакия)
- Сайт зоопарка в городе Братислава (Словакия)
- Сайт зоопарка в городе Брно (Чехия)
- Сайт зоопарка в городе Вышков (Чехия)
- Сайт зоопарка в городе Глубока-над-Влтавоу (Чехия)
- Сайт зоопарка в городе Годонин (Чехия)
- Сайт зоопарка в городе Двур-Кралове-над-Лабем (Чехия)
- Сайт зоопарка в городе Дечин (Чехия)
- Сайт зоопарка в городе Злин (Чехия)
- Сайт зоопарка в городе Йиглава (Чехия)
- Сайт зоопарка в городе Кошице (Словакия)
- Сайт зоопарка в городе Либерец (Чехия)
- Сайт зоопарка в городе Оломоуц (Чехия)
- Сайт зоопарка в городе Острава (Чехия)
- Сайт зоопарка в городе Пльзень (Чехия)
- Сайт зоопарка в городе Прага (Чехия)
- Сайт зоопарка в городе Спишска-Нова-Весь (Словакия)
- Сайт зоопарка в городе Усти-над-Лабем (Чехия)
- Сайт зоопарка в городе Хомутов (Чехия)